# Pogny
Pogny település Franciaországban, Marne megyében. Lakosainak száma 906 fő (2022. január 1.). Pogny La Chaussée-sur-Marne, Cheppes-la-Prairie, Francheville, Marson, Omey, Togny-aux-Bœufs, Vésigneul-sur-Marne és Vitry-la-Ville községekkel határos.

## Népesség
A település népességének változása:
| Lakosok száma | 574  | 681  | 718  | 800  | 914  | 924  | 916  | 924  | 929  | 906  |
|               | 1968 | 1982 | 1990 | 2006 | 2013 | 2015 | 2017 | 2019 | 2020 | 2022 |